# عشق ممنوعه تورا-سان
عشق ممنوعه تورا-سان (انگلیسی: Tora-san's Forbidden Love) یک فیلم کمدی ژاپنی محصول ۱۹۸۴ به کارگردانی یوجی یامادا است. این فیلم سی و چهارمین فیلم از مجموعه محبوب و طولانی‌مدت اوتوکو وا تسورای یو است. کیوشی آتسومی در نقش توراجیرو کوروما (تورا سان) و ریکو اوهارا در نقش عشق او یا «مدونا» بازی می‌کنند.

## داستان
در بحبوحه اقتصاد رو به رشد ژاپن در اواسط دهه ۱۹۸۰، تورا سان دوره‌گرد با یک رئیس بخش سختکوش همرا با هم مشروب نوشیده و مست می‌شوند. پس از یک ساعت رفت و آمد، آن دو از پس از شادی شبانه خود در خانه رئیس بخش در استان ایباراکی می‌خوابند. چندی بعد وقتی رئیس بخش به دلیل فشار بیش از حد شغلش ناپدید می‌شود، تورا سان به همسرش کمک می‌کند تا مرد را پیدا کند، در حالی که مخفیانه امیدوار است که این کار را نکنند، زیرا او عاشق او شده‌است.

## ارزیابی انتقادی
کارگردان یوجی یامادا نامزد جایزه طلایی در چهاردهمین جشنواره بین‌المللی فیلم مسکو شد. در جایزه آکادمی فیلم ژاپن آهنگساز قدیمی اوتوکو وا تسورای یو، نائوزومی یاماموتو برای کارش در این فیلم نامزد بهترین موسیقی فیلم شد. استوارت گالبریث چهارم به فیلم بهتر از میانگین این سری امتیاز نمی‌دهد، اما به دلیل کیفیت بالای کلی سریال، آن را به شدت توصیه می‌کند. او اشاره می‌کند که از طنز سکانس رؤیایی آغازین «کایجو» یا فیلم‌های هیولا، با فیلم‌هایی از ورود شوچیکو در این ژانر بهره برده شده‌است و در این فیلم ایکس از فضا، به کار گرفته شده‌است. منظور اشاره به بازگشت گودزیلا، از بازنشستگی در بازگشت گودزیلا (۱۹۸۴) بود که درست قبل از فیلم تورا سان اکران شده بود. کوین توماس از لس آنجلس تایمز نوشت که فیلم کمی در رسیدن به پایان خود کند بود. سایت آلمانی زبان molodezhnaja می‌دهد به عشق ممنوع تورا سان سه و نیم ستاره از پنج ستاره می دهد.